# Mustafa Nadarević
Mustafa Nadarević (Bania Luka, 2 de mayo de 1943 - Zagreb, 22 de noviembre de 2020) fue un actor de cine, teatro y televisión yugoslavo y posteriormente bosnio y croata. Protagonizó más de 70 películas; Algunas de esas películas son: The Smell of Quinces (1982), When Father Was Away on Business (1985),The Glembays (1988), Kuduz (1989), Silent Gunpowder (1990), The Perfect Circle (1997), Días y horas (2004), Mirage (2004) y El camino de Halima (2012).
En la época moderna, Nadarević fue conocido por interpretar al hilarante Izet Fazlinović en la comedia de situación bosnia Lud, zbunjen, normalan desde el comienzo de la serie en 2007.

## Primeros años y carrera
Nació en Bania Luka el 2 de mayo de 1943. Estudió actuación en la Academia de Artes Escénicas de Sarajevo, pero obtuvo su diploma en la Academia de Arte Dramático de Zagreb. Durante su larga carrera como actor, Nadarević se ganó la reputación de ser uno de los actores de personajes más reconocidos de los Balcanes. En la ex Yugoslavia, Nadarević fue visto desempeñando papeles principalmente como soldado partisano. Fue conocido por su trabajo en las películas When Father Was Away on Business, Reflections, The Glembays, entre muchas otras. Su papel en The Glembays le valió el premio Golden Arena al Mejor Actor en 1988.
Nadarević jugó una variedad de papeles en varias películas producidas en las áreas de los Balcanes. En 1991, ganó el premio al Mejor Actor en el 17º Festival Internacional de Cine de Moscú por su papel en Silent Gunpowder.
El último papel de Nadarević como el general del ejército croata Janko Bobetko, fue en la película de Antun Vrdoljak de 2019 General.
Durante los últimos años de su vida, Nadarević fue conocido por interpretar al hilarante personaje de televisión Izet Fazlinović en la comedia de situación bosnia Lud, zbunjen, normalan; el personaje puede describirse como un hombre de 70 años sexualmente insatisfecho que hará cualquier cosa menos trabajar para poseer un dólar y lanzar insultos a cualquiera que pueda.

## Vida personal
La esposa de Nadarević, Slavica Radović es una diseñadora de vestuario eslovena, murió a la edad de 48 años después de una década de lucha contra el cáncer de mama. Ella y Nadarević habían estado en una relación durante veinte años.

### Salud y muerte
Nadarević reveló que le diagnosticaron cáncer de pulmón en enero de 2020. Falleció el 22 de noviembre de 2020 en su casa de Zagreb, debido a complicaciones de la misma enfermedad.

## Premios y nominaciones
| Año  | Premio                   | Categoría              | Trabajo nominado   | Resultado | Ref.  |
| ---- | ------------------------ | ---------------------- | ------------------ | --------- | ----- |
| 1991 | San Jorge de plata       | Mejor actor            | Pólvora silenciosa | Ganador   | [ 8 ] |
| 1988 | Festival de Cine de Pula | Mejor actor            | Los Glembays       | Ganador   | [ 8 ] |
| 1995 | Festival de Cine de Pula | Mejor actor de reparto | Lavado             | Ganador   | [ 8 ] |

## Filmografía seleccionada

### Película
- Gravitacija ili fantastična mladost činovnika Borisa Horvata (1968) – Blaja
- Timon (1973)
- Snađi se, druže (1981)
- Zločin u školi (1982) – Bartol
- The Smell of Quinces (1982) – Mustafa
- Kiklop (1982) – Don Fernando
- U raljama života (1984)
- Zadarski memento (1984) – Bepo Marini
- Mala pljačka vlaka (1984) – Paragraf
- Horvat's Choice (1985) – Vinko Benčina
- When Father Was Away on Business (1985) – Zijah Zijo Zulfikarpašić
- Ljubavna pisma s predumišljajem (1985) – Dr. Bošnjak
- The War Boy (1985) – Mill manager
- Večernja zvona (1986) – Matko
- Poslednji skretničar uzanog koloseka (1986) – Mungo
- Dobrovoljci (1986) – Gynecologist
- Ljubezni Blanke Kolak (1987) – Pavel
- Hudodelci (1987) – Ljuba Kurtović
- Reflections (1987) – Mihailo
- Zaboravljeni (1988) – Martin
- The Glembays (1988) – Dr. phil. Leone Glembay
- Klopka (1988) – Saša
- Seobe II (1989) – Višnjevski
- Povratak Katarine Kozul  (1989) – Silvio
- Kuduz (1989) – Policeman Šemso
- Silent Gunpowder (1990) – Španac
- Captain America (1990) – Tadzio's father
- Adam ledolomak (1990)
- Moj brat Aleksa (1991)
- Đuka Begović (1991) – Mata
- Srećna dama (1991) – Boris
- Story from Croatia (1991) – Andrija
- Holiday in Sarajevo (1991) – Avduka Lipa
- Countess Dora (1993) – Tuna, the driver
- Vukovar: The Way Home (1994) – Martin
- Gospa (1995) – Mayor Štović
- Washed Out (1995) – Father
- Nausikaja (1995) – Inspector Stevović
- Nausikaja (1996)
- The Perfect Circle (1997) – Hamza
- Puška za uspavljivanje  (1997) – Karlo Štajner
- Transatlantik (1998)
- Četverored (1999) – Cute captain
- Hop, Skip & Jump /short/ (2000)
- Je li jasno prijatelju? (2000) – Nikola
- No Man's Land (2001) – Old Serbian soldier
- Polagana predaja (2001) – Banker Parać
- Kraljica noći (2001) – Tomo's father
- Prezimiti u Riju (2002) – Grga
- Heimkehr (2003) – Vlado
- Long Dark Night (2004) – Španac
- Na planinčah (2004)
- The Society of Jesus (2004) – Castelan
- Secret Passage (2004) – Foscari's Informant
- Days and Hours (2004) – Idriz
- Mirage  (2004) – Teacher
- sr (2006) – Marks
- Ničiji sin (2008) – Izidor
- Kao rani mraz (2010) – Verebes
- Daca bobul nu moare (2010) – Iorgovan
- Piran-Pirano (2010) – Veljko
- Cannibal Vegetarian (2012) – Pathologist Marelja
- Halima's Path (2012) – Avdo
- When Day Breaks (2012) – Professor Miša Brankov
- Čefurji raus! (2013) – Čiča
- The Brave Adventures of a Little Shoemaker (2013) – Good Košarac
- For Good Old Times (2018) – Krcko
- General (2019) – Janko Bobetko

### Televisión
- Tomo Bakran (1978) – Koloman pl. Balloczanski
- Velo misto (1980–1981) – Duje
- Nitko se neće smijati (1985) – Milan
- Pat pozicija (1986)
- Doktorova noć (1990) – Doctor
- Dok nitko ne gleda (1993)
- Prepoznavanje (1996) – Ana's Father
- Život sa žoharima (2000) – Gazda
- Novo doba (2002) – Petar Strukan
- Balkan Inc. (2006) – Bero Filipović
- Neki čudni ljudi (2006–2007) – Vili S. Tončić
- Lud, zbunjen, normalan (2007–2020) – Izet Fazlinović / Ismet Fazlinović (final appearance)
- General (2019–2020) – Janko Bobetko